# Syngonanthus bisumbellatus
Syngonanthus bisumbellatus là một loài thực vật có hoa trong họ Eriocaulaceae. Loài này được (Steud.) Ruhland miêu tả khoa học đầu tiên năm 1903.